# フィルムス (ローマ皇帝群像)
フィルムス (ラテン語: Firmus 273年没)は、『ローマ皇帝群像』に記されているアウレリアヌス帝期のローマ皇帝簒奪者。彼の事績や人物像には矛盾点が多く、おそらく後世のフィルムスをもとに創作された人物であると考えられている。

## ローマ皇帝群像の記述
『ローマ皇帝群像』には「フィルムス」という章がもうけられ、これによれば彼は極めて裕福な人物だった。彼の家には正方形のガラスのパネルがぴったりはまり、巨大な図書室を有していた。フィルムスはブレムミュアエやサラセン人、インドとも経済関係を持っていた。また2本の象牙を所有していたが、これらは後にアウレリアヌスがユーピテル像の基礎に使おうとし、後にカリヌスが愛人への贈り物にした。身体的にもフィルムスは傑出していて、大きな体格と怪力に恵まれ、飲み食いする量も多かった。フィルムスの反乱は、エジプトからローマへの食料供給を脅かしたという点で重要である。

### 一次史料
- "Firmus Saturninus Proclus et Bonosus" 3-6, Historia Augusta
- "Aurelianus" xxxii.2‑3, Historia Augusta'
- Zosimus i.61.1

### 二次史料
- "Firmus", s.v. "Aurelian", De Imperatoribus Romanis site